# Farmand
Farmand — деловой журнал на норвежском языке, издававшийся в Осло с 1891 года до закрытия в январе 1989 года. Выходил еженедельно.

## История
Журнал Farmand был основан в 1891 году. Редактором-основателем журнала с 1891 по 1917 год был Эйнар Сундт. Позже его сменил Эйнар Хоффстад, который был редактором с 1922 по 1926 и с 1933 по 1935 год. Трюгве Хофф, один из основателей Общества «Мон Пелерин», был редактором журнала с 1935 по 1982 год. Во время немецкой оккупации Норвегии с 1940 по 1945 год Хофф был посажен в тюрьму за свои политические взгляды. В это время Farmand был запрещён нацистскими оккупационными властями. Коре Варвин (норв. Kåre Varvin) редактировал Farmand с 1982 по 1983 год, а Оле Якоб Хофф (норв. Ole Jacob Hoff) — с 1983 и до конца 1989 года. В 1986 году журнал был продан издательской компании Cappelen.
Farmand придерживался консервативных взглядов и поддерживал классический либерализм и свободный рынок, во многом вдохновляясь журналом The Economist. В Farmand публиковались такие известные обозреватели, как Милтон Фридман, Ф. А. фон Хайек и Людвиг фон Мизес, а также многие экономисты, представители интеллигенции и ведущие бизнесмены из раннего общества «Мон Пелерин». Перед Второй мировой войной в Норвегии начали запрещать антинацистские фильмы американского и британского производства. Хофф протестовал против цензуры этих фильмов.
Farmand разошёлся тиражом 33 800 экземпляров в 1981 году и 33 900 экземпляров в 1982 году.